# Extrusió
|  | Per a altres significats, vegeu «extrusió (geologia)». |

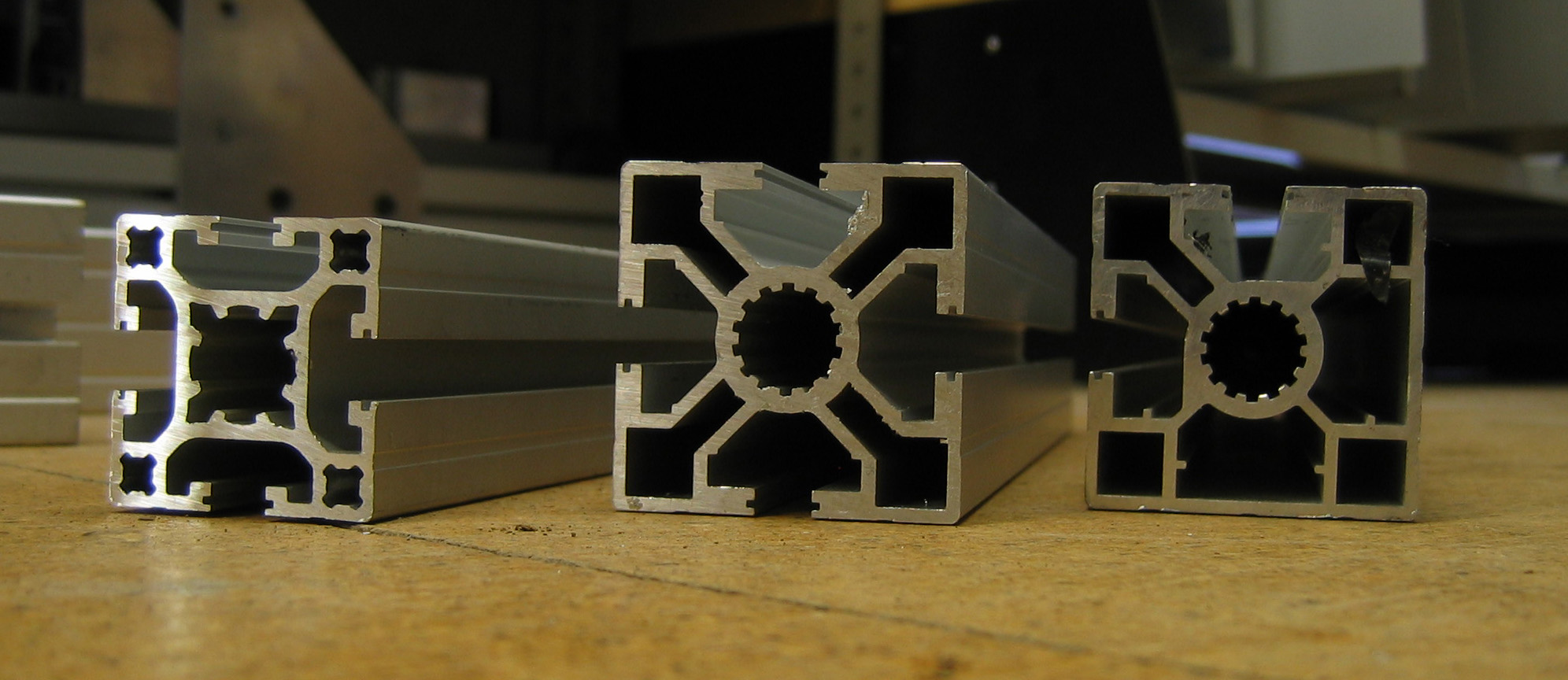
Alumini extrudit; perfils aptes per a connectors especials

L'extrusió és un procés de fabricació utilitzat per crear objectes amb secció transversal definida i fixa. El material s'empeny o s'extreu a través d'un encuny d'una secció transversal desitjada. Els dos avantatges principals d'aquest procés per sobre de processos manufacturats són l'habilitat per crear seccions transversals molt complexes i el treball amb materials que són trencadissos, ja que el material només troba forces de compressió i de cisallament. A més les peces finals es formen amb un acabament superficial excel·lent.
L'extrusió pot ser contínua (produint teòricament de forma indefinida materials llargs) o semi-contínua (produint moltes parts). El procés d'extrusió pot fer-se amb el material calent o fred.
Els materials extrudits comunament inclouen metalls, polímers, ceràmiques, formigó i productes alimentaris.

## Història
El 1797, Joseph Bramah va patentar el primer procés d'extrusió per fer un tub de plom. Aquest consistia en el preescalfament del metall per a després passar-lo per un encuny mitjançant un èmbol a mà. El procés no va ser desenvolupat fins a 1820, quan Thomas Burr va construir la primera premsa hidràulica. Fins a aquell moment el procés s'anomenava squirting. El 1894 Alexander Dick va expandir el procés d'extrusió al coure i aliatges de bronze.

## Processos
El procés comença amb l'escalfament del material. Aquest es carrega posteriorment dins del contenidor de la premsa. Es col·loca un bloc en la premsa de manera que sigui empès, fent-ho passar per l'encuny. Si són requerides millors propietats, el material pot ser tractat mitjançant calor o treballat en fred.
El radi d'extrusió es defineix com l'àrea de la secció transversal del material de partida dividida per l'àrea de secció transversal del material al final de l'extrusió. Un dels principals avantatges del procés d'extrusió és que aquest radi pot ser molt gran i encara produir peces de qualitat.

### Extrusió en calent
L'extrusió en calent es fa a temperatures elevades per evitar el treball forçat i fer més fàcil el pas del material a través de l'encuny. La majoria de l'extrusió en calent es realitza en premses hidràuliques horitzontals amb rang de 250 a 12.000 t. Rangs de pressió de 30 a 700 Mpa (4.400 a 102.000 psi), pel que es necessita lubricació, pot ser oli o grafit per a baixes temperatures d'extrusió, o pols de vidre per a altes temperatures d'extrusió. El major desavantatge d'aquest procés és el cost de les maquinàries i el seu manteniment.
| Material             | Temperatura [°C (°F)] |
| -------------------- | --------------------- |
| Magnesi              | 350-450 (650-850)     |
| Alumini              | 350-500 (650-900)     |
| Coure                | 600-1100 (1200-2000)  |
| Acer                 | 1200-1300 (2200-2400) |
| Titani               | 700-1200 (1300-2100)  |
|                      | 1000-1200 (1900-2200) |
| Aliatges Refractaris | Majors a 2000 (4000)  |

El procés d'extrusió és generalment econòmic quan són produïts diversos quilograms (lliures) i moltes tones, depenent dels materials que han estat emprats en el procés. Per exemple, en alguns acers es torna més econòmic si es produeixen més de 20.000 kg (50.000 lb).

Matrius d'alumini per a extrusió en calent
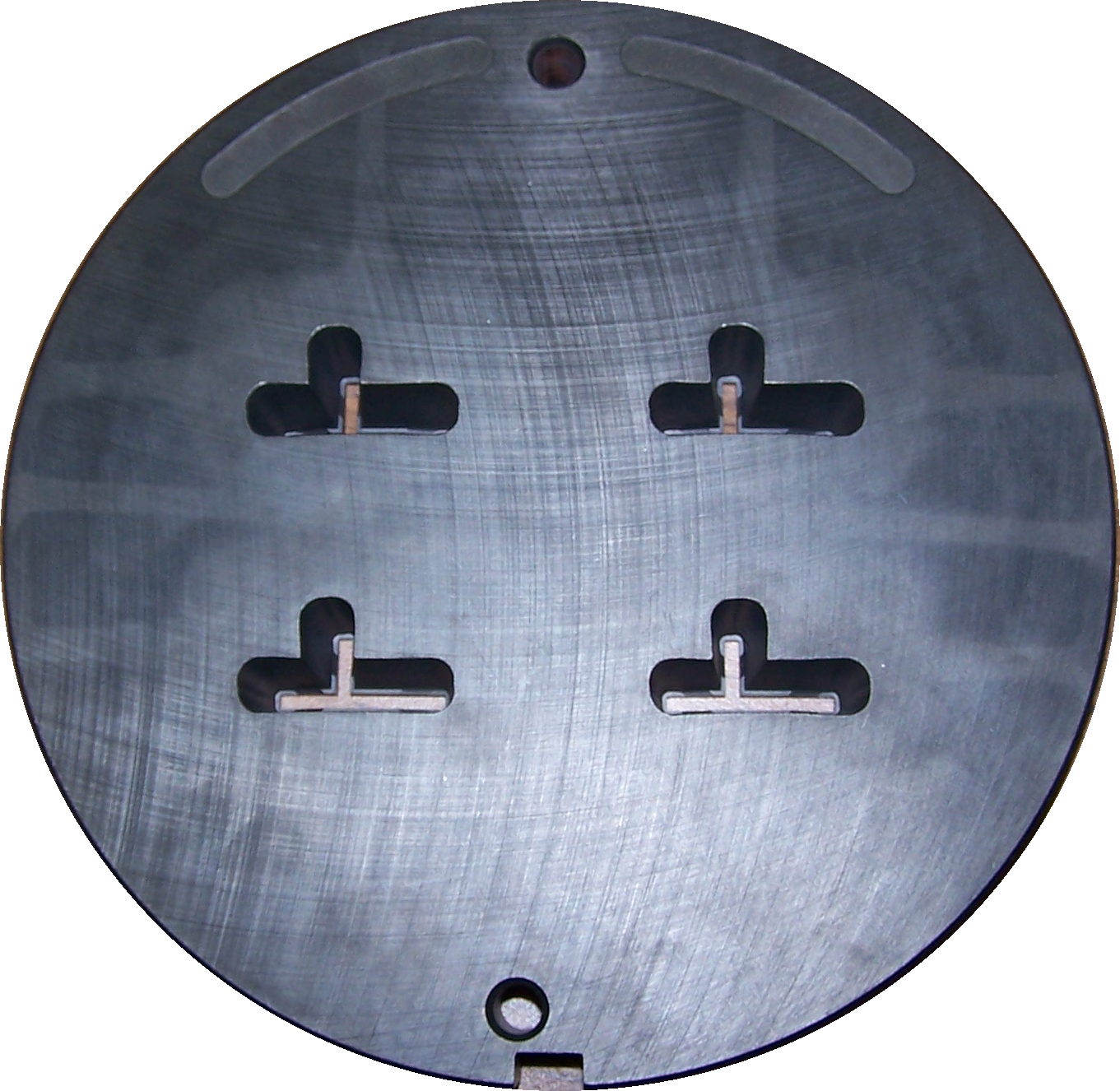
Front side of a four family die. For reference, the die is 228mm in diameter.
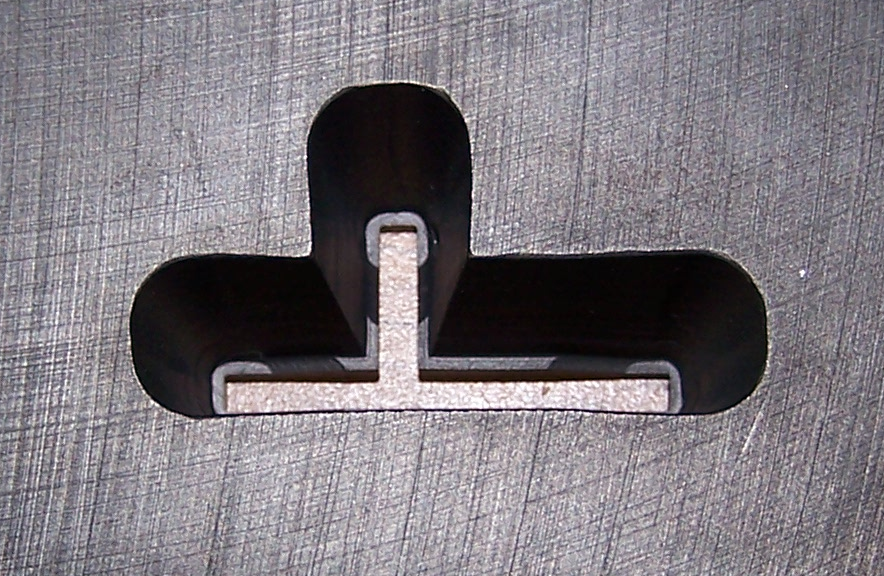
Close up of the shape cut into the die. Notice that the walls are drafted and that the back wall thickness varies.
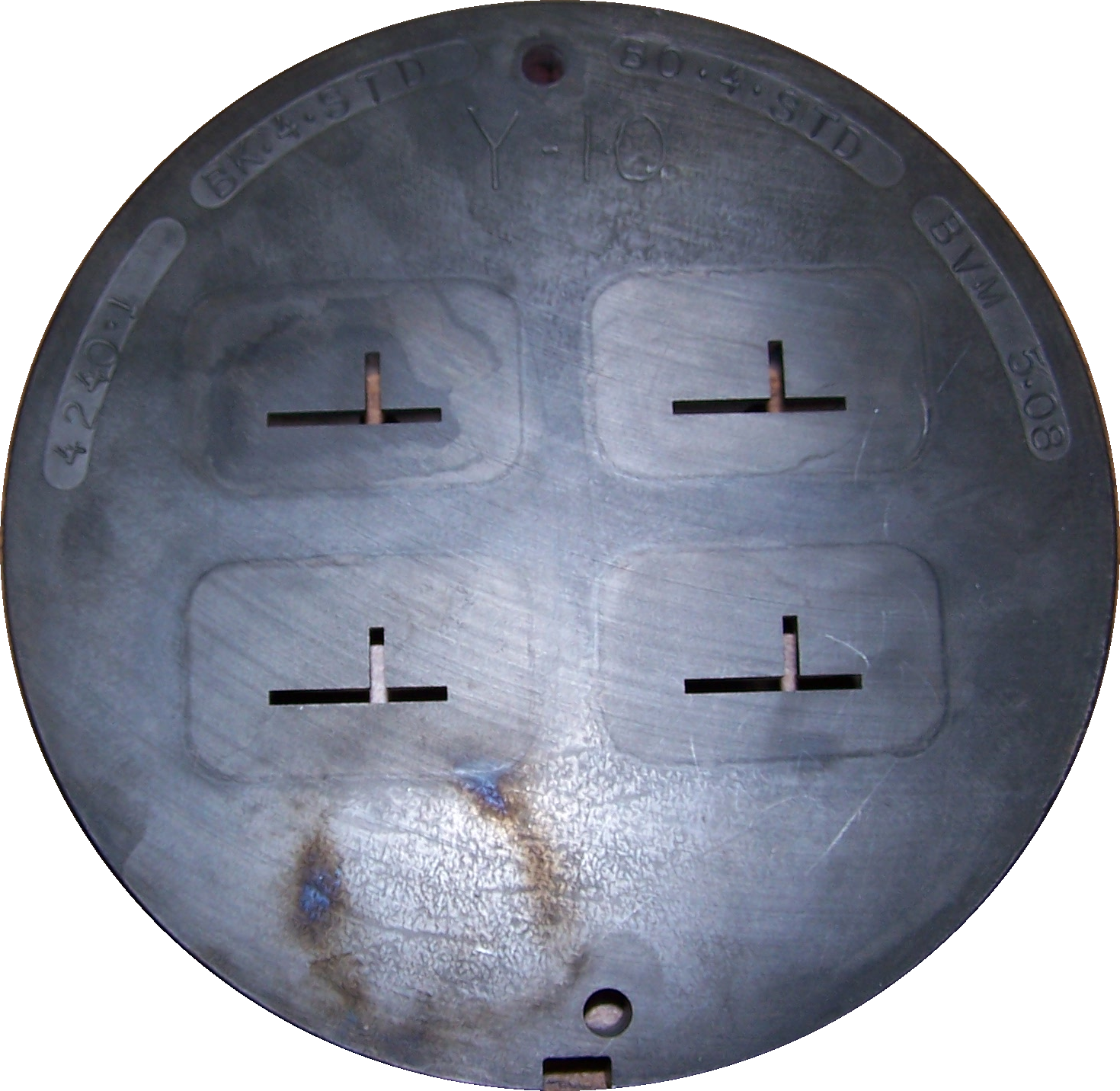
Back side of die. The wall thickness of the extrusion is 3mm.

### Extrusió en fred
L'extrusió freda és feta a temperatura ambient o a prop de la temperatura ambient. L'avantatge d'aquesta sobre l'extrusió en calent és la falta d'oxidació, el que es tradueix en una major fortalesa a causa del treball en fred o tractament en fred, estreta tolerància, bon acabat de la superfície i ràpida velocitat d'extrusió si el material és sotmès a breus escalfaments.
Els materials que són comunament tractats amb extrusió freda són: plom, estany, alumini, coure, zirconi, titani, molibdè, beril·li, vanadi, niobi i acer.
Alguns exemples de productes obtinguts per aquest procés són: els tubs plegables, l'extintor d'incendis, cilindres de l'amortidor, pistons automotors, entre d'altres.

### Extrusió tèbia
L'extrusió tèbia es fa per sobre de la temperatura ambient però per sota de la temperatura de recristal·lització del material, en l'interval de temperatures de 424 °C a 975 °C. Aquest procés és usualment usat per aconseguir l'equilibri apropiat en les forces requerides, ductilitat i propietats finals de l'extrusió.
L'extrusió tèbia té diversos avantatges rendibles comparada amb l'extrusió freda: redueix la pressió que ha de ser aplicada al material i augmenta la ductilitat de l'acer. L'extrusió tèbia fins i tot pot eliminar el tractament tèrmic requerit en l'extrusió en fred.

### Equipament
Hi ha diferents variacions a l'equipament per a l'extrusió. Ells varien en quatre característiques fonamentals:
1. Moviment de l'extrusió amb relació al material que serà sotmès a extrusió: Si l'encuny se sosté de forma estacionària i el material de partida es mou cap a ell, es tracta d'una "extrusió directa". Si el material de partida és estacionari i l'encuny es mou cap al material de partida, es tracta llavors d'una "extrusió indirecta".
2. La posició de la premsa, ja sigui vertical o horitzontal.
3. El tipus d'accionament, ja sigui hidràulic o mecànic.
4. El tipus de càrrega aplicada, ja sigui convencional (variable) o hidràulica.

Existeixen diversos mètodes per a la formació de cavitats internes en l'extrusió. Una via és usar una barra buida i llavors usar un mandrilfijo o flotant. El mandril fix també és conegut com a tipus alemany, integrat dins el dummy block i el mànec. El mandril flotant també és conegut com a tipus francès, flotadors en les esquerdes en el dummy block s'alineen el mateix a l'encuny quan ocorre l'extrusió. Si una barra sòlida és usada com a material llavors aquesta deu, primer ser passada pel mandril, abans de ser extruida per l'encuny. Una premsa especial és usada per controlar el mandril independentment del material de partida. La barra sòlida pot fins i tot ser usada amb l'encuny aranya, encuny tronera o encuny pont, tots aquests tipus d'encunys incorporats al mandril a l'encuny i mantenen el mandril al lloc. Durant l'extrusió el metall es divideix i flueix al voltant dels sostenidors, deixant una línia de soldadura al producte acabat.
El procés d'extrusió típic costa més de $100.000, mentre l'encunyament pot costar fins a $2000.

#### Extrusió Directa

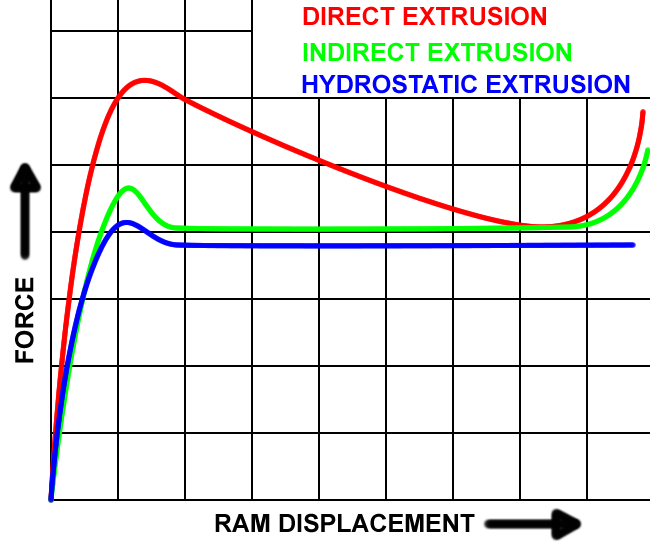
Gràfic de forces requerides per diversos processos d'extrusió.

L'extrusió directa, també coneguda com a extrusió davantera, és el procés més comú d'extrusió. Aquest treballa col·locant la barra en un recipient fortament reforçat. La barra és empesa a través de l'encuny per un cargol o un cilindre hidràulic. Hi ha un dummy block reusable entre el cargol/cilindre i la barra per mantenir-los separats. El major desavantatge d'aquest procés és la força requerida en l'extrusió de la barra, és més gran que la necessitat en l'extrusió indirecta perquè la força de fricció introduïda per la necessitat de la barra de recórrer completament el contenidor. Per això la major força requerida és al començament del procés i decreix segons la barra es va esgotant. Al final de la barra la força augmenta molt perquè la barra és prima i el material ha de fluir radialment per sortir de l'encuny. El final de la barra, anomenat taló final, no és usat per aquesta raó.

#### Extrusió indirecta
En l'extrusió indirecta, també coneguda com a extrusió retardada, la barra i el contenidor es mouen junts mentre l'encuny és estacionari. L'encuny és sostingut al lloc per un suport que ha de ser tan llarg com el contenidor. La longitud màxima de l'extrusió està donada per la força de la columna del suport. En moure's la barra amb el contenidor, la fricció és eliminada.
Avantatges:
- Una reducció del 25 a 30% de la força de fricció, permet l'extrusió de llargues barres.
- Hi ha una menor tendència per a l'extrusió d'esquerdar-se o trencar-se perquè no hi ha calor formada per la fricció.
- El recobriment del contenidor durarà més a causa del menor ús.
- La barra és usada més uniformement tal que els defectes de l'extrusió i les zones perifèriques aspres o granulars són menys probables.

Desavantatges:
- Les impureses i defectes a la superfície de la barra afecten la superfície de l'extrusió. Abans de ser usada, la barra ha de ser netejada o polida amb un raspall de filferros.
- Aquest procés no és versàtil com l'extrusió directa perquè l'àrea de la secció transversal és limitada per la màxima mida de la tija.

#### Extrusió hidroestàtica
En l'extrusió hidroestàtica la barra és completament envoltada per un líquid a pressió, excepte on la barra fa contacte amb l'encuny. Aquest procés pot ser fet calent, tebi o frio. De qualsevol manera, la temperatura és limitada per l'estabilitat del fluid usat. El fluid pot ser pressuritzat per dues vies:
1. Raó d'extrusió constant : l'èmbol és usat per pressuritzar el fluid dins del contenidor.
2. Raó d'extrusió constant : una bomba és usada, possiblement amb un intensificador de pressió, per pressuritzar el fluid, el qual és bombat al contenidor.

Els avantatges d'aquest procés inclouen:
- No fricció entre el contenidor i la barra, reduint la força requerida. Aquesta finalment permet majors velocitats, proporcions de la reducció més altes i menors temperatures de la barra.
- Usualment la ductilitat del material disminueix quan altes pressions són aplicades.
- Llargues barres i llargues seccions transversals poden ser extruidas.

Desavantatges:
- Les barres han de ser preparades, aprimant un extrem perquè coincideixi amb l'angle d'entrada de l'encuny. això és necessari per formar un segell al principi del cicle. Usualment les barres senceres necessiten ser polides per treure'ls qualsevol defecte de la superfície.
- Contenir el fluid en altes pressions pot ser dificultós.

#### Empenta
Moltes de les premses modernes d'extrusió directa com a indirecta usen empenta hidràulica, però hi ha petites premses mecàniques que fins i tot s'usen. De les premses hidràuliques hi ha dos tipus: premsa empenta-directa d'oli i empenta-acumulador d'aigua.
Premsa d'empenta-directa d'oli són les més comunes perquè són fiables i robustes. Aquestes poden produir sobre 5000 psi (34.5 Mpa). Supleix una pressió constant al llarg de tota la barra. El desavantatge és que són lentes, entre 2 i 8 ips (51 a 203 mm/segon).
Empenta per acumulador d'aigua són més cares i més grans que la premsa d'empenta directa d'oli, aquesta perd sobre el 10% de la seva pressió sobre el cop, però són més ràpides, sobre els 15 ips (381 mm/segon). Per això són usades en l'extrusió de l'acer. També són usades en materials que han de ser escalfats a altes temperatures per raons de seguretat.
Les premses d'extrusió hidroestàtica usualment usen oli ricí amb pressions per sobre de 200 ksi (1380 Mpa). L'oli de ricí és usat per la seva bona lubricitat i la seva alta propietat de pressió.

### Defectes d'extrusió
- Quebradura de superfície - quan hi ha esquerdes a la superfície d'extrusió. Això es deu a la temperatura d'extrusió, fricció, o velocitat molt alta. Això pot passar també a baixes temperatures, si el producte temporalment es pega a l'encuny.
- Defecte de tub - Es crea una estructura de flux que arrossega els rovells de la superfície i les impureses al centre del producte. Tals patrons que són sovint causats per altes friccions o refredament de la part externa de la barra.
- El clivellament interior o defecte Chevron es produeix quan el centre de l'expulsió desenvolupa esquerdes o buits. Aquestes esquerdes són atribuïdes forces de tensió hidroestàtica en la línia central a la zona de deformació a l'encuny. Augmenta en augmentar l'angle de la matriu i la concentració d'impureses, i disminueix en augmentar la relació d'extrusió i la fricció.

## Materials

### Metall
Metalls que són comunament usats en processos d'extrusió:
- Alumini : és el material més comú, pot ser extruido calent o fred. si és extrudit en calent és escalfat de 575 a 1100 °F (300 a 600 °C). Exemples d'aquest producte inclou armadures, marcs, barres, o fil metàl·lic entre d'altres.[10]
- Coure (1100 a 1825 °F (600 a 1000 °C)) canonades, filferros, vares, barres, tubs i elèctrodes de soldadura. Sovint calen 100 ksi (690 Mpa) per extruir el coure.
- Plom i estany màxim 575 °F (300 °C canonades, filferros, tubs i folres exteriors de cables. La farga de plom també és usada en comptes del premsatge d'extrusió vertical.
- Magnesi 575 a 1100 °F (300 a 600 °C en parts d'avions i parts d'indústries nuclears.
- Zenc 400 a 650 °F (200 a 350 °C, vares, barres, tubs, components de maquinària, muntatges i barandales
- Acer (1825 a 2375 °F (1000 a 1300 °C)) vares i pistes, usualment el carbó d'acer simple és extruit. L'aliatge acer i acer inoxidable també pot ser extruit.
- Titani 1100 a 1825 °F (600 a 1000 °C components d'avions, seients, pistes, anells d'arrencades estructurals.

L'aliatge de magnesi i alumini usualment té 0.75 μm (30 μin). RMS o més bon acabat de superfície. El titani i l'acer poden aconseguir 3 μm (125 μin). RMS.
El 1950 Ugine Séjournet de França, va inventar un procés que usava vidre com a lubricant per a extruir acer. El procés Ugine-Sejournet o Sejournet és ara usat en altres materials que tenen temperatura de fusió més gran que l'acer o que requereix un limitat interval de temperatura la seva extrusió. El procés comença per l'escalfament del material a la temperatura d'extrusió i llavors és enrotllat en pols de vidre. El vidre es fon i forma una fina capa que actua com a lubricant. Un espès anell de vidre sòlid amb 0.25 a 0.75 in (6 a 18 mm) de gruix és ubicat a la cambra sobre l'encuny per lubrificar l'extrusió mentre és forçat a passar per l'encuny. Un segon avantatge de l'anell de vidre és l'habilitat d'aïllar la calor de la barra de l'encuny. L'extrusió tindrà una capa de vidre d'1 mm de gruix, la qual pot fàcilment ser treta quan es refreda.
Un altre descobriment en la lubricació és l'ús del revestiment de fosfat. Amb aquest procés juntament amb la lubricació amb vidre, l'acer pot ser extrudit amb extrusió freda. La capa de fosfat absorbeix al vidre líquid per oferir una millor propietat de lubricació.

### Plàstics

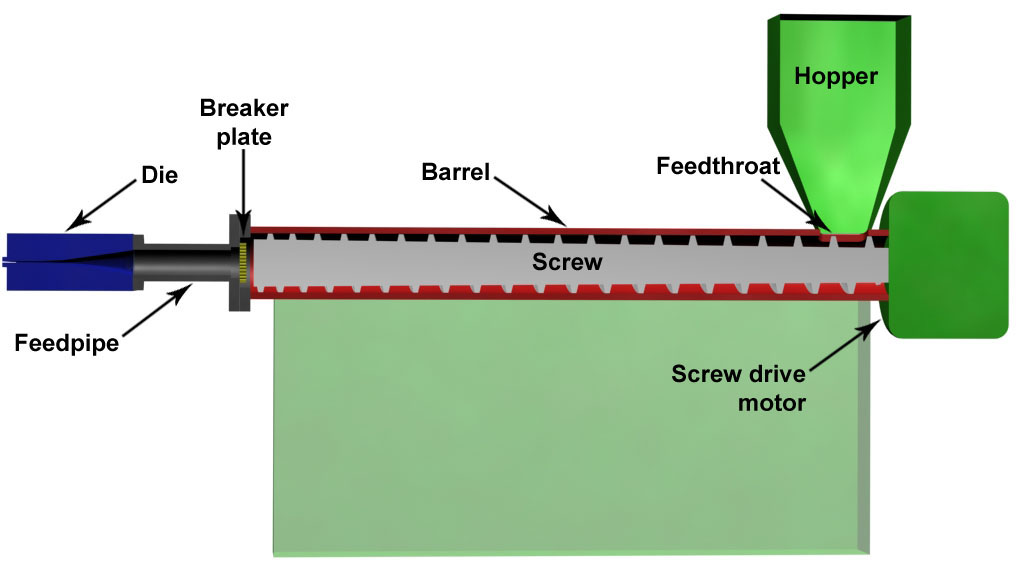
Vista en secció d'un extrudor de plàstics, mostrant els components.

L'extrusió plàstica normalment usa estelles plàstiques o pelotilles anomenat gransa que està usualment sec en un dipòsit d'alimentació o tremuja abans d'anar al cargol d'alimentació. La resina del polímer és escalfada fins a l'estat de fusió per una combinació d'elements calents, resquills calents provinents del cargol d'extrusió i per efecte de la fricció contra les parets. El cargol força la resina a passar per l'encuny donant-li la forma desitjada. El material extrudit es refreda i se solidifica, ja que és tirat de l'encuny a un tanc d'aigua. En alguns casos (tals com els tubs de fibres-reforçades), el material extrudit és passat a través d'un llarg encuny, en un procés cridat pultrusió.
S'usa una multitud de polímers a la producció de canonada plàstica, canonades, vares, barres, segells, i làmines o membranes.

### Cautxús
Similar a l'extrusió amb plàstics però amb un posterior vulcanitzat per calor.

### Ceràmiques

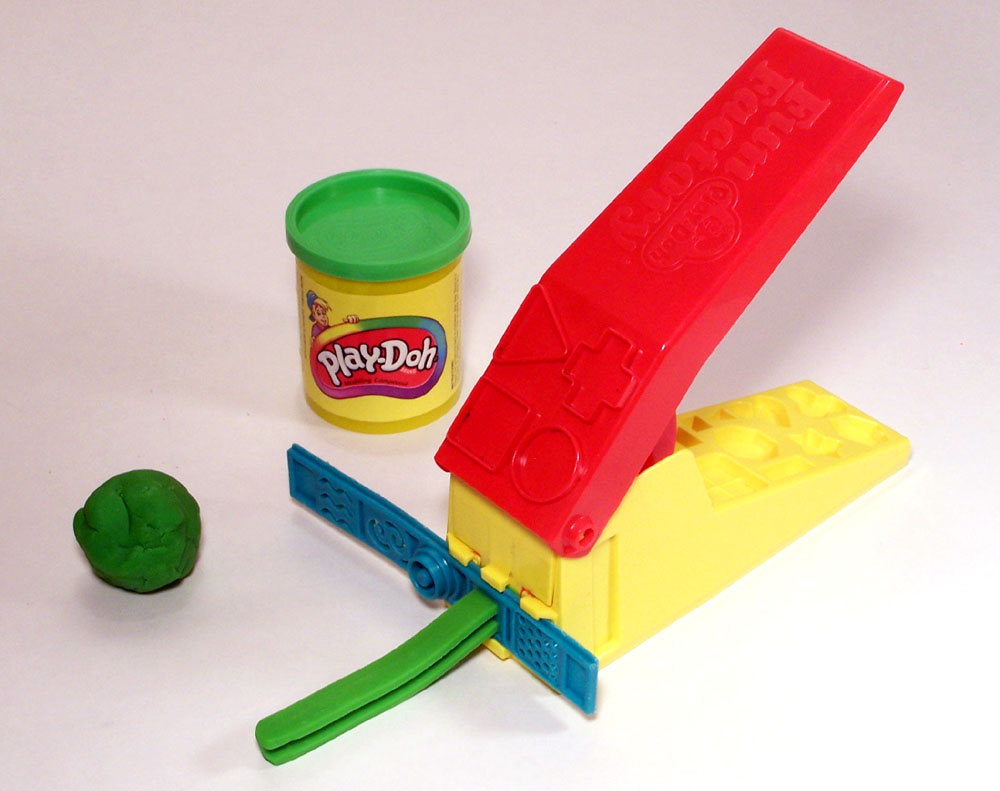
Bot de Play-Doh verd al costat d'una joguina d'extrusió.

La ceràmica també pot formar-se a través de l'extrusió. L'extrusió de la terracota s'usa per produir les canonades. Molts maons moderns també són manufacturats usant un procés d'extrusió de maons.

### Aliments
L'extrusió ha tingut una gran aplicació en el procés d'alimentació. Productes com pastes, massa de galeteas, flocs de cereals, els menjars per a nadons, les patates fregides i el menjar sec, entre d'altres, són principalment manufacturats per extrusió. En el procés, es molen els materials fins a donar la mida correcta a les partícules (usant la consistència de la farina ordinària). La barreja seca es passa a través d'un pre-condicionador on s'agreguen altres ingredients (sucre líquid, greixos, tints, carns i aigua que depenen del producte). La barreja pre-condicionada es passa llavors a través d'un extrusor forçant-la a passar per un encuny on es talla a la longitud desitjada. El procés de cocció té lloc dins de l'extrusor en el qual el producte produeix la seva pròpia fricció i calor a causa de la pressió generada (10-20 bar). El procés de cocció utilitza un procés conegut com el gelatinització del midó. Els extrusors que usen aquest procés tenen una capacitat d'1-25 tones per hora.
L'ús de l'extrusió en el procés cocció dona els següents beneficis als aliments:
- Gelatinització del midó
- Desnaturalització de les proteïnes
- Inactivació d'enzims de menjar crus
- La destrucció de toxines naturalment
- Disminució de microorganismes al producte acabat

### Transportador de medicaments
L'extrusió a través dels filtres nano-porosos, polimèrics està usant-se per manufacturar suspensions de lípids. L'anticàncer Doxorubicina en el sistema d'alliberament de liposoma es produeix per extrusió, per exemple.

## Disseny
Les pautes següents s'han de seguir per produir una extrusió de qualitat. La mida màxima per a una extrusió és determinada pel cercle més petit que encaixarà al voltant de la secció transversal (cridat cercle circumscripció). Aquest diàmetre, al seu torn controla la mida de l'encuny requerit, que finalment determina si la part encaixarà en la premsa. Per exemple, una premsa més gran pot manipular cercles circumscrits de 6 decímetre (25) de diàmetre per a l'alumini i 55 cm (22) de diàmetre per a acer i titani.
Les seccions més espesses generalment necessiten una mida de la secció augmentada. Perquè el material flueixi apropiadament el suport no ha de ser més gran que 10 vegades la seva espessor. Si la secció transversal és asimètrica, les seccion adjacents han de tenir mida el més iguals possible. S'han d'evitar les cantonades afilades; per a alumini i magnesi el radi mínim han de ser 0,4 mm (1/64") i per a les cantonades d'acer han de ser 0,75 mm (0,030) i els angles han de ser 3 mm (0,125). La següent taula llista la secció transversal mínima i espessor per als diversos materials.
| Materials        | Secció transversal mínima [cm²; (sq. in.)] | Espessor mínima [mm (pol.)] |
| ---------------- | ------------------------------------------ | --------------------------- |
| Acers de carboni | 2,5 (0,40)                                 | 3,00 (0,120)                |
| Acer inoxidable  | 3,0-4,5 (0,45-0,70)                        | 3,00-4,75 (0,120-0,187)     |
| Titani           | 3,0 (0,50)                                 | 3,80 (0,150)                |
| Alumini          | <2,5 (0,40)                                | 1,00 (0,040)                |
| Magnesi          | <2,5 (0,40)                                | 1,00 (0,040)                |